# David Grieco
David Grieco (Roma, 19 settembre 1951) è un regista, sceneggiatore, attore e giornalista italiano.
È stato assistente di Bernardo Bertolucci e Pier Paolo Pasolini.

## Biografia

### Le origini
Nasce a Roma il 19 settembre del 1951. Suo padre Bruno è giornalista, per anni direttore dell'agenzia Tass, uomo di cinema e di teatro. Suo nonno paterno era il politico foggiano Ruggero Grieco, tra i fondatori del Partito Comunista d'Italia nel 1921 e segretario del partito dal 1934 al 1938.
Quando ha circa dieci anni, Lorenza Mazzetti, la compagna di suo padre, gli presenta Pier Paolo Pasolini.
Frequenta la scuola francese, il Lycée Chateaubriand di Roma.

### La carriera professionale
A sedici anni è scritturato come attore da Franco Zeffirelli per una parte in Romeo e Giulietta, da Pier Paolo Pasolini per Teorema, da Bernardo Bertolucci per Partner. Ma presto manifesta il desiderio di abbandonare la recitazione per dedicarsi alla regia e alla sceneggiatura.
A diciassette anni diventa assistente alla regia per Bertolucci e Pasolini. A diciannove anni inizia a lavorare come critico cinematografico e musicale per il quotidiano l'Unità. Poiché parla francese, inglese, un po' di spagnolo e un po' di tedesco, spesso gli vengono affidati incarichi da corrispondente estero.
Nel novembre 1975 è bocciato all'esame da giornalista professionista quando, dopo una prova scritta contro la censura del film di Pasolini Salò o le 120 giornate di Sodoma, all'orale un membro della commissione (un magistrato) lo sottopone a un esame di diritto, coprendolo di ridicolo.
Poco più che trentenne diventa sceneggiatore e produttore esecutivo. Dirige anche spot pubblicitari, come quello per Discovery Channel interpretato da Sergio Rubini e Laura Morante. Lavora in radio e tv come autore e conduttore per le trasmissioni Hollywood Party e Radio City Cafè (per la Rai) e Il Giornale del Cinema (per Tele+).
Per Tele+ e Canal+ conduce le dirette per gli Oscar, Cannes, Venezia e Berlino e gira anche documentari su registi e star del cinema (come Clint Eastwood, John Woo, Mario Monicelli, Sydney Pollack e tanti altri).
Nel 2004 scrive, dirige e coproduce il primo lungometraggio, Evilenko, tratto dal suo romanzo Il comunista che mangiava i bambini.
Le riprese del suo secondo film, La macchinazione, si concludono alla fine del 2014, ma il film esce soltanto nel 2016 dopo il libro omonimo, che giunge in libreria nell'ottobre 2015.
Nel maggio 2019 viene presentato al Bif&st di Bari Notarangelo, ladro di anime, il documentario che percorre la Lucania del fotografo e giornalista Domenico Notarangelo, personaggio poco conosciuto ma che scattò 100.000 fotografie e filmò centinaia di ore in Super 8 fra gli anni cinquanta e i primi anni di questo secolo.

### La vita privata
È stato il compagno di Bruna Durante. Ha sposato Olivia La Pegna, dalla quale ha avuto tre figli. Vive attualmente con la produttrice Marina Marzotto, con la quale ha avuto una figlia nel 2008.

## Filmografia

### Regista

#### Lungometraggi
- Evilenko (2004)
- La macchinazione (2016)

#### Documentari
- La favola inventata (2005)
- Notarangelo. Ladro di anime (2019)

### Sceneggiatore
- Caruso Pascoski di padre polacco, regia di Francesco Nuti (1988)
- Come quando fuori piove, film scritto in collaborazione con Gioia Benelli (1988)
- Mortacci, regia di Sergio Citti (1989)
- I magi randagi, regia di Sergio Citti (1996)

#### Film per la televisione e miniserie televisive
- Sogni e bisogni, regia di Sergio Citti (1985)
- Quando arriva il giudice, regia di Giulio Questi (1986)
- Non aprite all'uomo nero, regia di Giulio Questi (1990)
- Il segno del comando, regia di Giulio Questi (1992)

### Produttore
- Angela come te, regia di Anna Brasi (1988)
- Clownin' Kabul, regia di Enzo Balestrieri e Stefano Moser (2002)
- Borgata America, regia di Luigi Gabbioneta (2002)
- Valdagno, Arizona, (2011)

### Attore
- Romeo e Giulietta, regia di Franco Zeffirelli (1968)
- Teorema, regia di Pier Paolo Pasolini (1968)
- Partner, regia di Bernardo Bertolucci (1968)

## Premi e riconoscimenti
Candidato ai Nastri d'argento
- nel 1997 per I magi randagi con Michele Salimbeni e Sergio Citti per la migliore sceneggiatura
- nel 2005 per Evilenko come miglior regista esordiente

Candidato ai David di Donatello
- nel 2005 per Evilenko come miglior regista esordiente

Vincitore 
- nel 2004 del Gold Plácido con Evilenko come miglior film al Festival Internacional de Cinema Negre de Manresa
- nel 2005 per Evilenko come miglior regista al Tiburon International Film Festival
- nel 2017 durante il Torino Film Festival gli viene assegnato l premio Maria Adriana Prolo da parte dell'Associazione Museo Nazionale del Cinema per la sua attività come giornalista, sceneggiatore, conduttore e regista.

## Libri
- Fuori il regista!, Roma, Napoleone, 1979.
- Il comunista che mangiava i bambini, Milano, Bompiani, 1994. ISBN 88-452-2180-6.
- Funari è Funari?, con la collaborazione di Laura Revelli Beaumont, Milano, Bompiani, 1995. ISBN 88-452-2511-9.
- Parla Greganti, Milano, Bompiani, 1995. ISBN 88-452-2633-6.
- La macchinazione. Pasolini. La verità sulla morte, Milano, Rizzoli, 2015. ISBN 978-88-17-08299-0.